# Longueville, Manche

Longueville este o comună în departamentul Manche, Franța. În 1 ianuarie 2022 avea o populație de 612 de locuitori.